# صحافة الحلول
صحافة الحلول، هي صحافة تختلف عن الصحافة التقليدية، إذ لاتكتفي بتقديم المشكلة بصورة مجردة ومحايدة في القضايا الاجتماعية والقصص الصحفية، ولكن تتبعها دائمًا بمشاركة القراء والتفاعل معهم لوضع الحلول وضرب الأمثلة التي تساعد على الحد منها، وإثباتها بأدلة موثوقة.

## أهدافها
- اطلاع الجمهور على المشكلات وإشراكهُ في حلها.
- تقديم حلول وآراء لحل القضايا المطروحة.
- صنع علاقة جديدة وبناء الثقة بين وسائل الإعلام والمواطنين.[1][2]